# 霍姆斯岩
62°22′58.8″S 59°50′06″W / 62.383000°S 59.83500°W

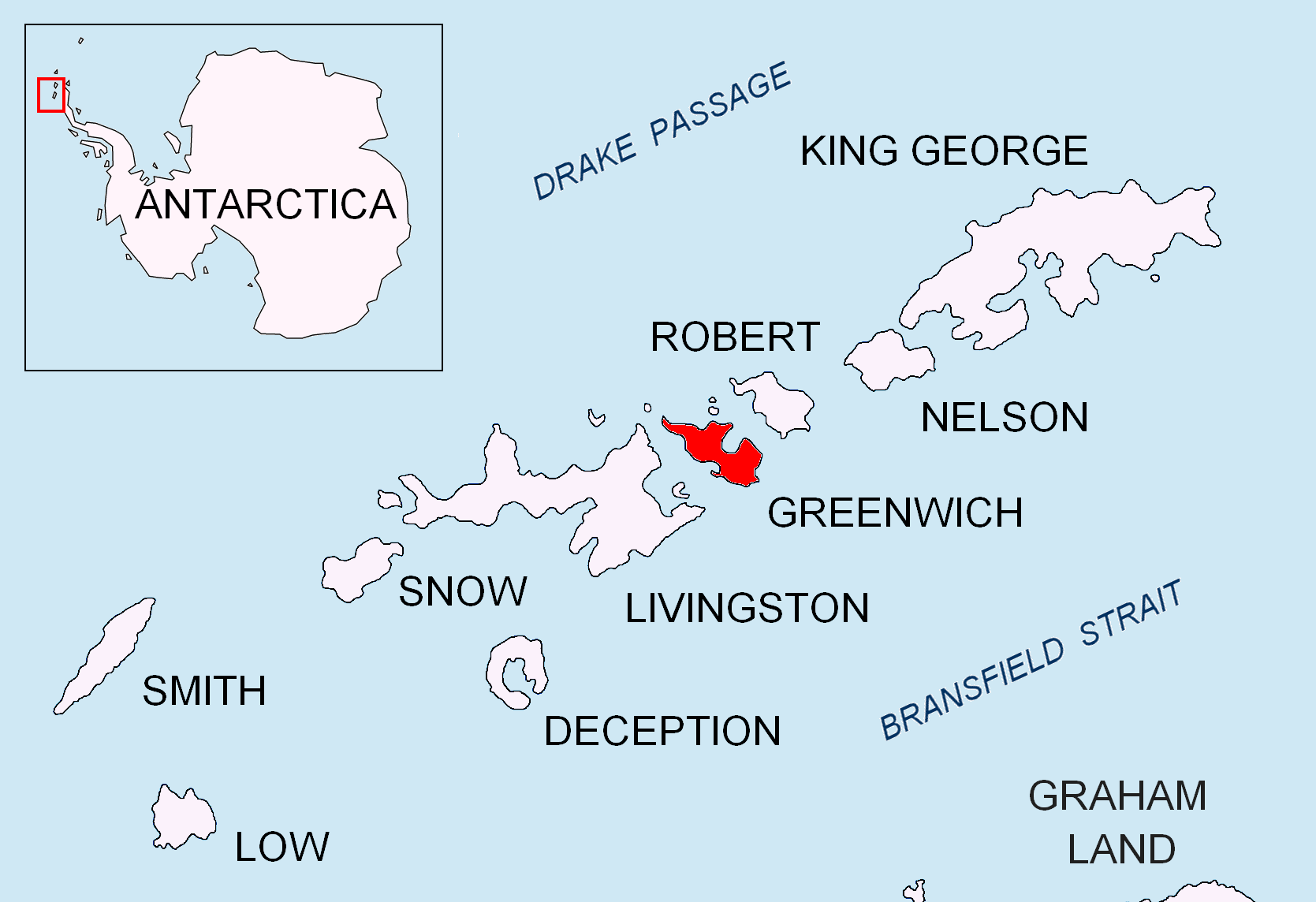

霍姆斯岩（英語：Holmes Rock）是南極洲的岩島，屬於南設得蘭群島中艾秋群島的一部分，位於里克薩群島以西2.3公里、埃米琳島西北2.1公里和莫里斯岩西南2.55公里，最高點海拔高度45米。

## 外部連結
- SCAR Composite Antarctic Gazetteer（页面存档备份，存于）.